# Било (област Сливен)
Вижте пояснителната страница за други значения на Било.
Било е историческо село в Югоизточна България, в Сливенско, разположено на 503 метра надморска височина с координати 42° 53' северна ширина и 26° 5' източна дължина.
До 1934 година името на селото е Сърт кьой. На 22 август 2006 година (по решение на Министерски съвет от 10 август) селото е слято със село Средорек. Към 13 септември 2005 г. в селото има само 6 къщи и 3-ма души с постоянен адрес.